# Bolszaja Arieszewka
Bolszaja Arieszewka (ros. Большая Арешевка) – wieś w Rosji, w Dagestanie, w rejonie kizlarskim. W 2010 liczyła 1565 mieszkańców.